# Cestum veneris
La cintura di Venere o cinto di Venere (Cestum veneris Lesueur, 1813) è una specie appartenente al phylum Ctenophora, unica specie del genere Cestum.

## Descrizione
Ha forma appiattita, è trasparente, e l'apparato boccale è posizionato al centro del corpo, che misura a volte più di un metro di lunghezza. Se disturbato, i canali che si sviluppano lungo il corpo emettono luce bioluminescente.

## Distribuzione e habitat
Il cinto di Venere è diffuso praticamente in tutti i mari: il Golfo del Messico, il Mediterraneo, il Pacifico meridionale e l'Atlantico.